# Warruwi

S
Warruwi – miasto w Australii, w Terytorium Północnym.